# سفر در صحرای عربستان

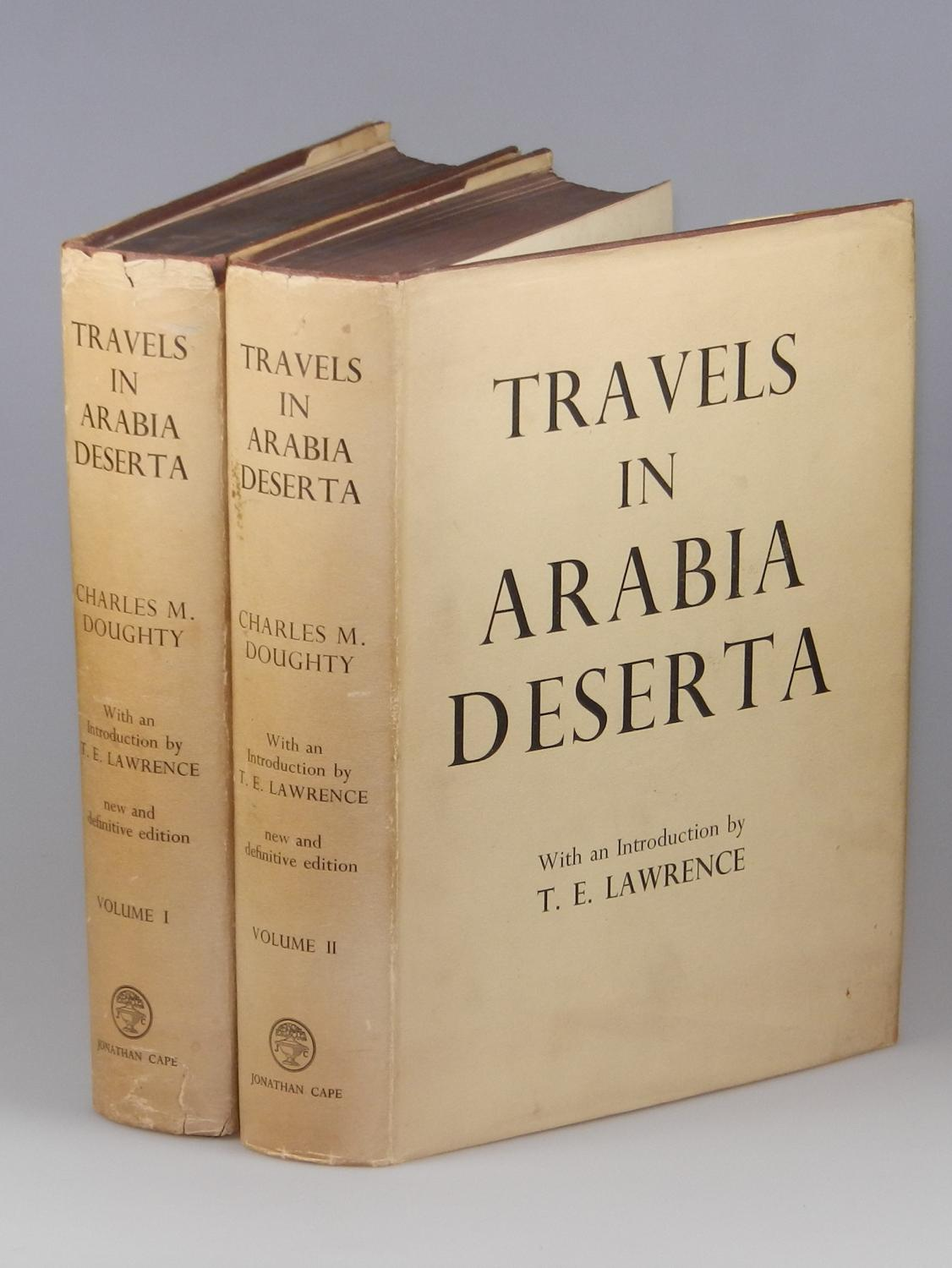
دو جلد سفرنامه سفر در صحرای عربستان

سفر در صحرای عربستان با نام اصلی ((به انگلیسی: travels in Arabia deserta)) سفرنامه ای دو جلدی از چارلز داوتی است، که در سال ۱۸۸۸ منتشر شد، او عمده شهرتش را از طریق این کتاب به دست آورد.
روری استوارت دربارهٔ این کتاب می‌گوید «این کتاب شرح وقایعی منحصر به فرد از تاریخ گمشده بشر است»
داوتی در این کتاب به اوضاع و احوال مردم عربستان هم عصر خود می‌پردازد.
او در بخشی از این کتاب می‌نویسد «زنان تازی کودکان خود را با ادرار شتر می‌شویند، زیرا باور دارند که ادرار شتر، حشرات را از بدن آنها می‌زداید. مردان و زنان تازی نیز موهای خود را با کمک ادرار شتر می‌شویند.»

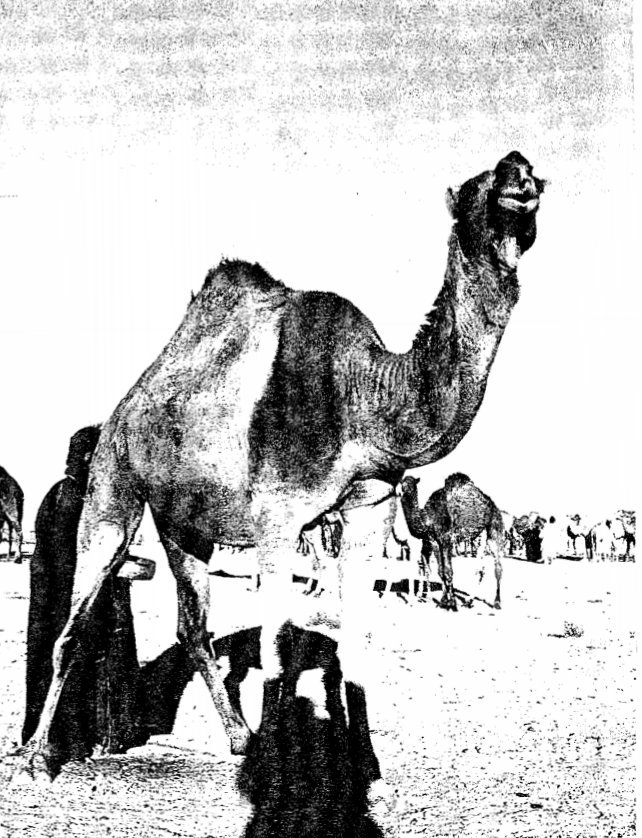
یک زن بادیه نشین که برای شستن موهایش ادرار شتر را در ظرفی ذخیره می‌کند.